# Festival des films du monde de Montréal 2014
Le festival des films du monde de Montréal 2014, la 38e édition du festival, s'est déroulée du 21 août au 1er septembre 2014 à Montréal (Canada).